# Fumito Ueda

Fumito Ueda (上田 文人, Ueda Fumito), né le 19 avril 1970 est un concepteur japonais de jeu vidéo. Directeur de jeu et game designer chez Sony CE Japon, il est connu pour avoir conçu Ico et Shadow of the Colossus, tous deux considérés comme des œuvres vidéoludiques majeures.
Son style inédit, salué par la presse, récompensé à maintes reprises et estimé par de nombreux développeurs, en fait l'une des grandes figures de l'industrie et contribue à faire reconnaître le jeu vidéo comme une forme d'art.

## Biographie
Fumito Ueda est né en 1970 dans la ville de Tatsuno, située dans la préfecture de Hyōgo, au Japon. Il se décrit comme un enfant observateur et créatif, fasciné par les êtres en mouvement. Amateur de jeu vidéo, de manga et d'anime, il se prédestine à une carrière artistique, sans vraiment savoir dans quel domaine.
Fumito Ueda entre à l'université des arts d'Osaka et choisit d'étudier l'art abstrait, principalement pour le moindre travail qu'il exige. Au cours de ses études, son intérêt se tourne vers l'art interactif. En parallèle, il se forme en autodidacte à la création d'image numérique en 3D, avec le logiciel LightWave 3D sur ordinateur Amiga. En 1993, il est diplômé de l'Université des Beaux-Arts d'Osaka, dans la spécialité peinture à l'huile.
Ce n'est qu'en 1995 qu'il envisage sérieusement d'intégrer l'industrie du jeu. Ueda voit alors dans ce jeune média un potentiel remarquable, largement sous-exploité. Il se trouve aussi qu'il possède les compétences techniques requises en infographie. La même année, il est engagé par le studio Warp où il œuvre en tant qu'animateur 3D sur Enemy Zero, un jeu à base de séquences pré-calculées sur Saturn.
En février 1997, Ueda imagine et développe une idée de jeu qui se veut une fable onirique dans un monde médiéval-fantastique. Reprenant le thème universel de la rencontre entre un garçon et une fille, l'essence du projet tient au fait que les deux personnages vivent l'aventure ensemble, main dans la main. Avec l'aide d'un collaborateur, Ueda réalise un film-pilote en animation qu'il présente aux dirigeants de Sony Japan. Convaincus, ces derniers l'engagent pour diriger le projet sur PlayStation. Fumito Ueda a alors 28 ans.
Le développement débute en septembre 1997. Associé au producteur Kenji Kaido, les deux hommes recrutent une équipe restreinte, principalement composée d'artistes ayant peu ou pas d'expérience dans l'industrie du jeu. Ueda veut réaliser un jeu profondément original, il estime avoir besoin de regards neufs. Au cours du développement, il élabore une méthode de travail draconienne, baptisée « conception par soustraction » (Design by subtracting), qui vise à supprimer les éléments superflus et qui donne à l'aventure sa tonalité existentielle. Après quatre années de production, durant lesquelles le projet est remis en question et se voit porté sur PlayStation 2, Ico sort à la fin de l'année 2001. Malgré des ventes mitigées, le jeu est consacré par la critique pour ses qualités conceptuelles et artistiques. Fumito Ueda devient une personnalité reconnue du monde vidéoludique, admirée par de nombreux joueurs et estimée par ses pairs.
En 2002, Fumito Ueda se lance dans la réalisation de son second titre. Ses fans espèrent une suite mais Ueda veut au contraire proposer une expérience de jeu différente. Il a une idée originale en tête, basé sur l'épopée d'un jeune homme qui doit escalader et terrasser de gigantesques colosses, tel des plates-formes géantes mouvantes, dans l'espoir de faire revivre son aimée. Le développement du jeu repousse les limites de la PlayStation 2 et se prolonge pendant trois années. Publié en 2005, Shadow of the Colossus conquiert la critique et le public par sa dimension épique, confirmant le statut de son auteur.
Fumito Ueda lance un nouveau projet, The Last Guardian, sur PlayStation 4. Le jeu prend place dans le même monde que Ico et Shadow of the Colossus. Pour autant, fidèle à ses principes, Ueda en fait un titre différent ; en fait, le prochain jeu auquel il aimerait jouer.
The Last Guardian sort finalement le 6 décembre 2016, après quasiment 10 ans de développement sur PlayStation 4.
En juin 2015, il crée son studio de développement de jeu vidéo genDesign avec d'anciens collaborateurs.

## La genèse deIco
Entre autres outils, Ueda a possédé plusieurs ordinateurs Commodore Amiga (A500, A1200, A4000). C'est particulièrement inhabituel au Japon, où cette gamme d'ordinateurs était quasiment inconnue. Son site web officiel reprend d'ailleurs le design du Workbench 1.3. Au milieu des années 1990, c'est sur son A4000 qu'il s'est mis à la pratique du logiciel LightWave 3D de NewTek, avec lequel la première maquette de Ico a été conçue.

## Créations
- 1997 - Enemy Zero : animateur des cinématiques
- 2001 - Ico : directeur, game designer, lead animator, character designer
- 2005 - Shadow of the Colossus : directeur, game designer
- 2016 - The Last Guardian : directeur, game designer
- TBA - Project Robot : directeur